# Dengchen
Dengchen Dzong, Chinees: Dêngqên Xian is een arrondissement in de prefectuur Chamdo in de Tibetaanse Autonome Regio, China. Door Dengchen loopt de nationale weg G317.
Het heeft een oppervlakte van 12.995 km² en telde in 1999 58.762 inwoners. De gemiddelde hoogte is 3800 meter. De gemiddelde jaarlijkse temperatuur is 3,1 °C en jaarlijks valt er gemiddeld 639 mm neerslag.